# آیرونکلاد ساراگوسا
آیرونکلاد ساراگوسا (به انگلیسی: Spanish ironclad Zaragoza) یک کشتی است که طول آن ۸۵٫۴ متر (۲۸۰ فوت ۲ اینچ) می‌باشد. این کشتی در سال ۱۸۶۷ ساخته شد.